# Baraqueville
Baraqueville (okzitanisch: La Barraca (de Fraisse)) ist eine französische Gemeinde mit 3.168 Einwohnern (Stand: 1. Januar 2022) im Département Aveyron in der Region Okzitanien (zuvor Midi-Pyrénées). Sie gehört zum Arrondissement Villefranche-de-Rouergue und beherbergt das Bureau centralisateur des Kantons Ceor-Ségala und den Sitz des Gemeindeverbands Pays Ségali Communauté. Die Einwohner werden Baraquevillois und Baraquevilloises genannt.

## Geografie
Baraqueville befindet sich südöstlich des Zentrums des Départements Aveyron in der Région naturelle des Ségala. Die Gemeinde liegt zwischen Toulouse und Lyon circa 15 Kilometer südwestlich von Rodez, Sitz der Präfektur des Départements, und circa 33 Kilometer ostsüdöstlich von Villefranche-de-Rouergue.
Umgeben wird Baraqueville von den Nachbargemeinden
| Boussac | Moyrazès Druelle Balsac                     | Luc-la-Primaube |
| Gramond | Kompassrose, die auf Nachbargemeinden zeigt | Calmont         |
| Quins   | Camboulazet                                 | Manhac          |

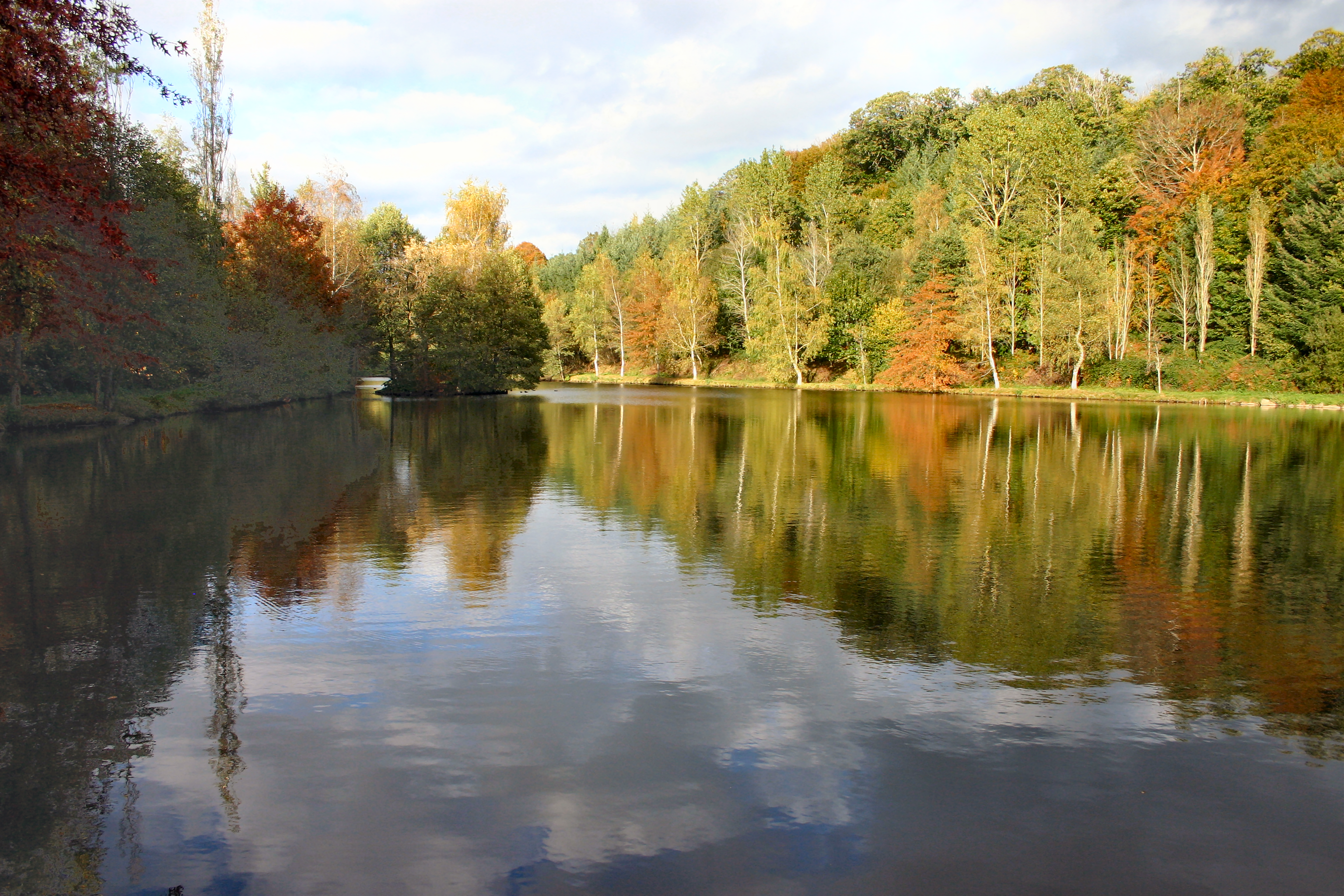
Teich von Carcenac-Peyralès, gespeist vom Ruisseau de Congorbes

Das Gemeindegebiet wird bewässert von den Fließgewässern Aveyron (im äußersten Nordwesten), Lézert, Lenne, Ruisseau de Congorbes, Vayre, Trégou, Ruisseau de Couffignal, Ruisseau de Malrieu, Ruisseau de Gourdelles, Ruisseau de la Fage, Ruisseau des Étangs, Ruisseau des Hivernoirs und kleineren Fließgewässern.
Das Gebiet der Gemeinde ist Teil von zwei Schutzgebieten (französisch zones naturelles d'intérêt écologique, faunistique et floristique (ZNIEFF)) :
- die Vallée de l’Aveyron[2] und
- die Vallée du Viaur et ses affluents.[3]

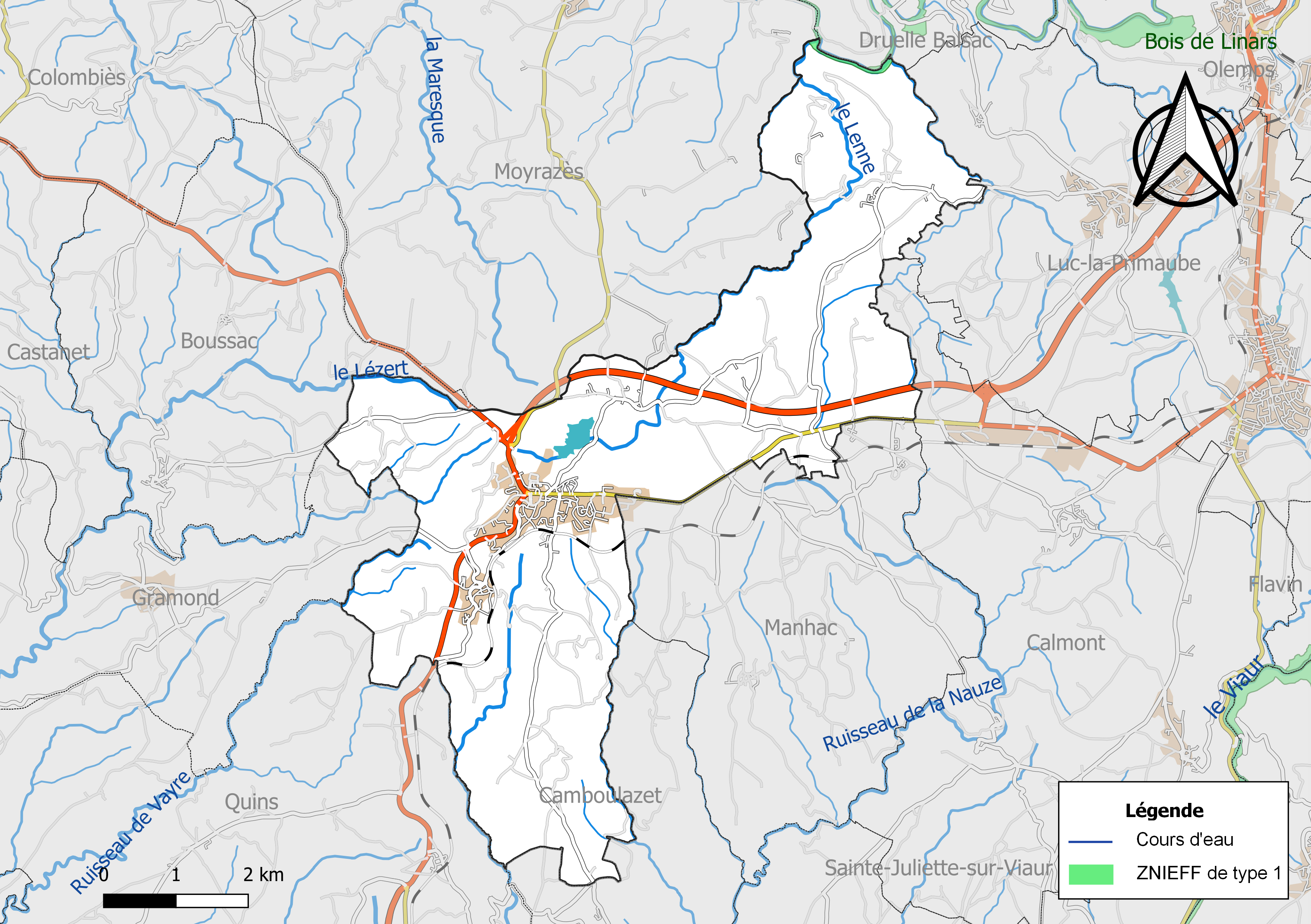
Karte des ZNIEFF Vallée de l’Aveyron der Gemeinde
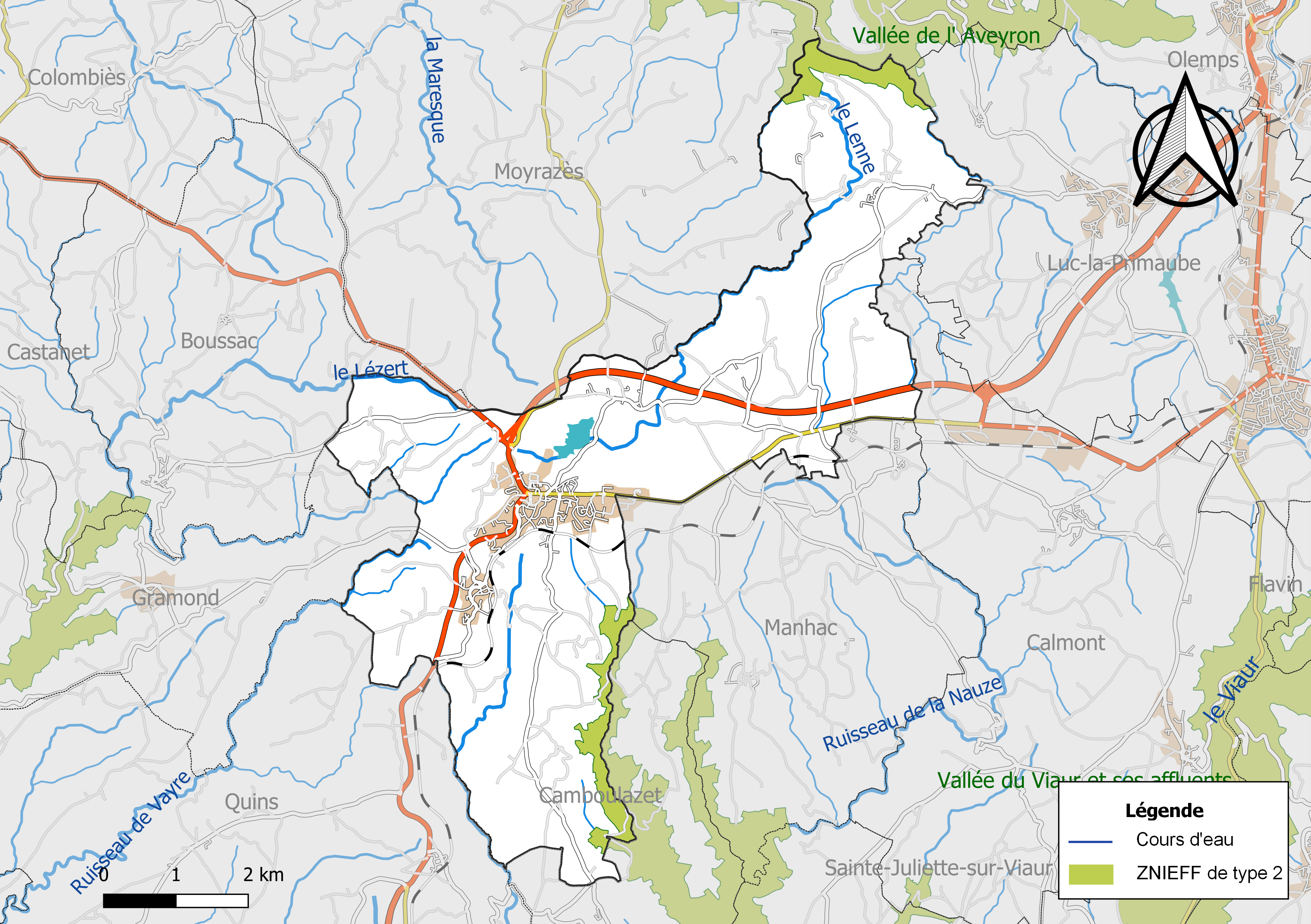
Carte des ZNIEFF Vallée du Viaur et ses affluents der Gemeinde

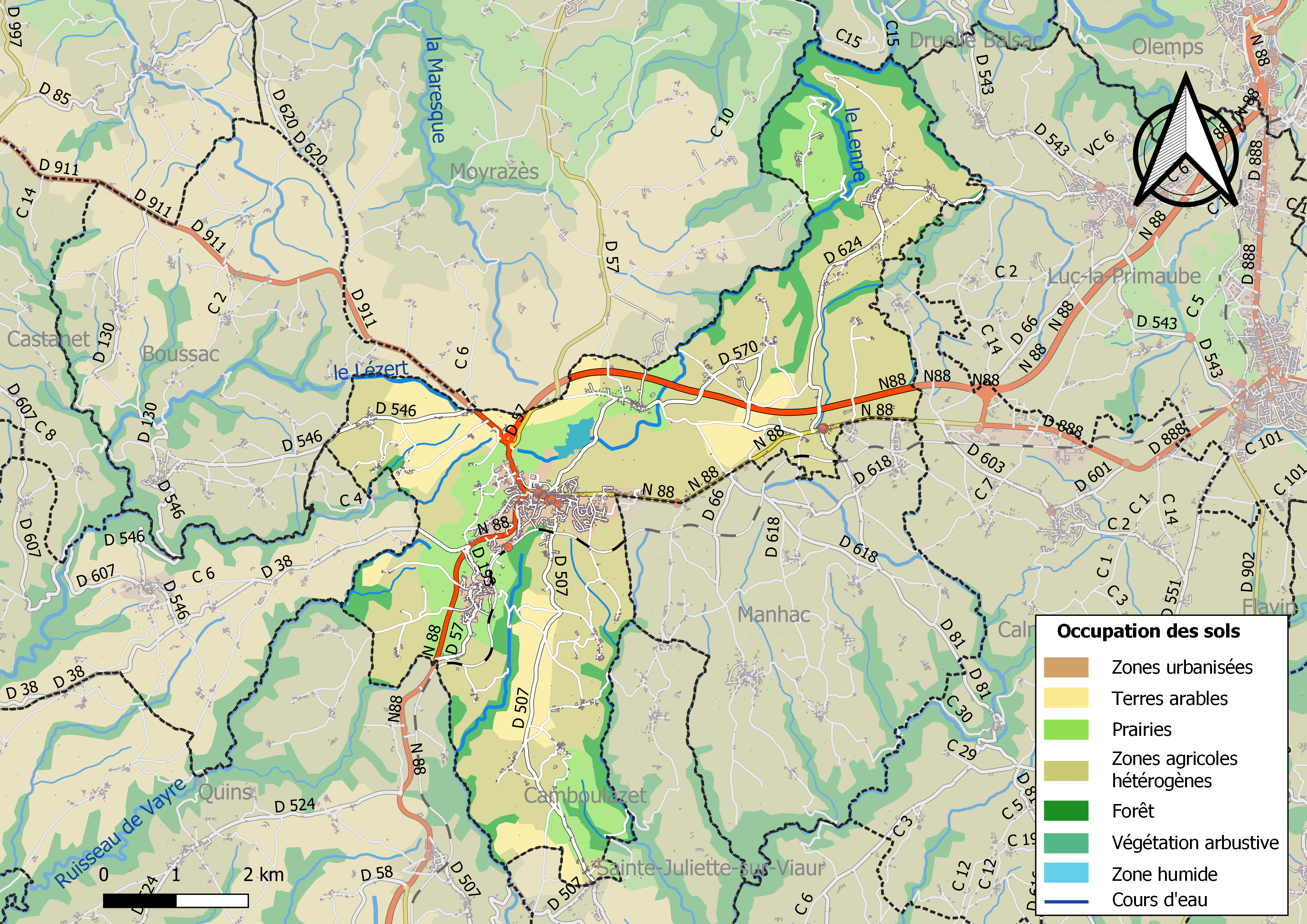
Infrastruktur und Bodenbedeckung von Baraqueville

Die Bodenbedeckung der Gemeinde, wie sie aus der europäischen biophysikalischen Landbedeckungsdatenbank CORINE Land Cover (CLC) hervorgeht, ist durch die Bedeutung von landwirtschaftlichen Flächen (77,6 % im Jahr 2018) gekennzeichnet, wenn diese auch im Vergleich zu 1990 (83 %) zurückgegangen sind. Die detaillierte Verteilung im Jahr 2018 sieht wie folgt aus: heterogene landwirtschaftliche Flächen (51,7 %), Grünland (14,1 %), Wälder (13 %), Ackerland (11,8 %), urbanisierte Gebiete (5,6 %), Bergwerke, Deponien und Baustellen (3,7 %).

## Geschichte
Offiziell wurde die Gemeinde Baraqueville am 1. Januar 1973 gegründet mit der Fusion der früheren Gemeinden Vors und Carcenac-Peyralès.
Die Kulisse dieser Region zur Zeit Ludwigs XV. lässt sich durch eine in den Tälern konzentrierte Bevölkerung und langsame Kommunikationsmittel zusammenfassen. Die alte Römerstraße und der Camin Roudanès stellten den Austausch zwischen Rodez und dem Albigeois sicher. Um 1740 entwarf der Intendant von Montauban Pläne für ein ausgedehntes Straßennetz, das es ihm ermöglichen sollte, den Rouergue und das Quercy vom Hauptort der Generalität aus zu kontrollieren. Lescalopier entschied 1743, dass die Route royale Nr. 3 (Villefranche-de-Rouergue, Millau) das Rückgrat („Dorsale“) des Straßennetzes des Ségala bilden sollte. Gleichzeitig legte er die Route royale Nr. 5 (Toulouse, Lyon) über Carcenac fest und entschied sich für eine gemeinsame Route zwischen Baraque de Fraysse und Étoile de la Primaube. Als die Ingenieure von Trudaine (Gründer der École nationale des ponts et chaussées) die Pläne von Lescalopier ausführten, zeichneten sie die Kreuzung der Routen 3 und 5, die „Kreuzungsstraße von Albi“ genannt wurde.
Der Bau ging schleppend voran, da die autark lebenden Ségalis wenig Interesse an diesen Straßen hatten. Die ersten Arbeitsschritte wurden dank der Fronarbeit durchgeführt, die von den an das Gelände angrenzenden Gemeinden verlangt wurde. Diese Arbeit weckten die Begeisterung der Eingeborenen nicht, da sie im Frühjahr und Herbst stattfand und manchmal den reibungslosen Ablauf der Feldarbeit störte. Also wurde dieses System 1776 abgeschafft. Die Intendanten eröffneten auch Wohltätigkeitswerkstätten und wandten diese Formel 1788 an, als Hagel beide Ufer des Viaur ruinierte.
Im 18. Jahrhundert wurden Transporte mit Ochsenkarren für den Nahverkehr und Pferdekutschen für den regionalen Handel durchgeführt. Diese betrafen sowohl Reisende als auch Güter (insbesondere Post). Auf diesen neuen Straßen erwies es sich als notwendig, Staffelgasthöfe einzurichten. Diese Einrichtungen hatten einen Pferdestall zum Wechseln der Pferde und einige Zimmer für Reisende, die lange Reisen unternahmen. Die ersten „Baraques“ entstanden in den letzten Jahren des Ancien Régime an der Straße Toulouse-Lyon. Die Häuser in Saint-Jean, Merlin, Durand, Isidore, Labit, Vors, Fraysse entstanden und nahmen den Namen ihres Gründers (Fraysse im Jahr 1810) oder des nächstgelegenen bewohnten Ortes an.
Baraque de Fraysse wuchs sehr langsam. Die Siedlung hatte 1866 15 Einwohner, während die alte Mautstelle Mothe zur gleichen Zeit 101 Einwohner zählte. Die Entwicklung blieb eng mit dem Wirtschaftsleben des Ségala verbunden. Die Agrarkrise von 1885/1895 führte zur Aufgabe der Täler und zur Kultivierung der Hochebenen. Die Dorsale profitierte von dieser Wiederbelebung und der „Wegkreuzung Albi“ wurde mit der Etablierung von Jahrmärkten zu einem Zentrum des Austausches. Der vom 26. September 1872 von der Präfektur Aveyron gewährte war ein großer Erfolg, der die Schaffung von zwei zusätzlichen Märkten erlaubte: 23. Januar (fettes Schweinefleisch) und 16. Juni (Arbeitsochsen). 1887 brachte die Vergabe von drei neuen Terminen (28. April, 24. Juli, 28. Oktober) die Zahl der Jahrmärkte auf 6, trotz des Widerstands von Lac und La Mothe, die den Rückgang ihres Einflusses feststellten. 1891 gruppierte die Baraque de Fraysse 12 Häuser und 78 Einwohner. Es wurde bereits das Vorhandensein einer kommerziellen und handwerklichen Keimzelle festgestellt, dem 1892 ein Postamt mit Telegraf hinzugefügt wurde. Die Bedeutung der Baraque de Fraysse nahm mit der Ankunft der Eisenbahn (1902) zu, die die erste landwirtschaftliche Revolution in Ségala auslöste. Die Nähe des Bahnhofs von Carcenac bot die Möglichkeit, den Austausch zu verstärken. Ebenfalls 1906 wurde die Messe monatlich und einige Handwerker ließen sich entlang der Straße nieder, die die heutige lange Straße in Baraqueville vorwegnahm.
Der Zeitraum zwischen 1920 und 1931 entspricht der Ausweitung des Kartoffelanbaus. Im Jahr 1929, als die Produktion ihren Höhepunkt erreichte, verschiffte der Bahnhof von Carcenac 30 bis 40 Waggons pro Tag. Die Krise von 1931/1935 stoppte diese Dynamik trotz des Baus eines Getreidesilos im Jahr 1938. Die Entwicklung von Baraqueville erfuhr erst in den 1960er Jahren einen neuen Schub. Die Gemeinde wurde um 1965 mit einem Collège ausgestattet, das ein vielfältiges Angebot für Händler und Handwerker hatte. Dann wurden das ständige Büro des Crédit Agricole und die Gendarmerie-Brigade (von Sauveterre verlegt) hinzugefügt. Auf zwei Gemeinden aufgeteilt, konnte Baraqueville diese unglückliche Situation für die Verfolgung seiner Expansion nicht länger ertragen. Die Fusion von Vors und Carcenac-Peyralès ermöglichte die Gründung der Gemeinde Baraqueville am 6. November 1972 (offiziell am 1. Januar 1973).

## Bevölkerungsentwicklung
| Baraqueville: Einwohnerzahlen von 1800 bis 2016                                                                            | Baraqueville: Einwohnerzahlen von 1800 bis 2016 | Baraqueville: Einwohnerzahlen von 1800 bis 2016 | Baraqueville: Einwohnerzahlen von 1800 bis 2016 | Baraqueville: Einwohnerzahlen von 1800 bis 2016 |
| --- | ----------------------------------------------- | ----------------------------------------------- | ----------------------------------------------- | ----------------------------------------------- |
| Jahr |                                                 |                                                 |                                                 | Einwohner                                       |
| 1800 | 1800                                            |                                                 | 142                                             | 142                                             |
| 1831 | 1831                                            |                                                 | 493                                             | 493                                             |
| 1836 | 1836                                            |                                                 | 537                                             | 537                                             |
| 1841 | 1841                                            |                                                 | 598                                             | 598                                             |
| 1846 | 1846                                            |                                                 | 602                                             | 602                                             |
| 1851 | 1851                                            |                                                 | 681                                             | 681                                             |
| 1856 | 1856                                            |                                                 | 635                                             | 635                                             |
| 1861 | 1861                                            |                                                 | 626                                             | 626                                             |
| 1866 | 1866                                            |                                                 | 659                                             | 659                                             |
| 1872 | 1872                                            |                                                 | 654                                             | 654                                             |
| 1876 | 1876                                            |                                                 | 696                                             | 696                                             |
| 1881 | 1881                                            |                                                 | 698                                             | 698                                             |
| 1886 | 1886                                            |                                                 | 794                                             | 794                                             |
| 1891 | 1891                                            |                                                 | 708                                             | 708                                             |
| 1896 | 1896                                            |                                                 | 857                                             | 857                                             |
| 1901 | 1901                                            |                                                 | 795                                             | 795                                             |
| 1906 | 1906                                            |                                                 | 873                                             | 873                                             |
| 1911 | 1911                                            |                                                 | 907                                             | 907                                             |
| 1921 | 1921                                            |                                                 | 866                                             | 866                                             |
| 1926 | 1926                                            |                                                 | 900                                             | 900                                             |
| 1931 | 1931                                            |                                                 | 898                                             | 898                                             |
| 1936 | 1936                                            |                                                 | 940                                             | 940                                             |
| 1946 | 1946                                            |                                                 | 973                                             | 973                                             |
| 1954 | 1954                                            |                                                 | 950                                             | 950                                             |
| 1962 | 1962                                            |                                                 | 1.006                                           | 1.006                                           |
| 1968 | 1968                                            |                                                 | 1.102                                           | 1.102                                           |
| 1975 | 1975                                            |                                                 | 1.814                                           | 1.814                                           |
| 1982 | 1982                                            |                                                 | 2.119                                           | 2.119                                           |
| 1990 | 1990                                            |                                                 | 2.458                                           | 2.458                                           |
| 1999 | 1999                                            |                                                 | 2.569                                           | 2.569                                           |
| 2006 | 2006                                            |                                                 | 2.838                                           | 2.838                                           |
| 2011 | 2011                                            |                                                 | 3.061                                           | 3.061                                           |
| 2016 | 2016                                            |                                                 | 3.146                                           | 3.146                                           |
| Quelle(n): EHESS/Cassini bis 1999, INSEE ab 2006 Anmerkung(en): Ab 1962 offizielle Zahlen ohne Einwohner mit Zweitwohnsitz |                                                 |                                                 |                                                 |                                                 |

## Sehenswürdigkeiten
- Römische Quelle Vors
- Quelle Carcenac-Peyralès
- Kirche Notre-Dame
- Kirche Sainte-Marie in Vors
- Kirche Saint-Julien in Lax
- Kirche Sainte-Juliette in Fenayrols
- Kirche Saint-Laurent in Carcenac-Peyralès, teilweise im 14. und 15. Jahrhundert erbaut mit weitgehenden Umbauten im 19. Jahrhundert

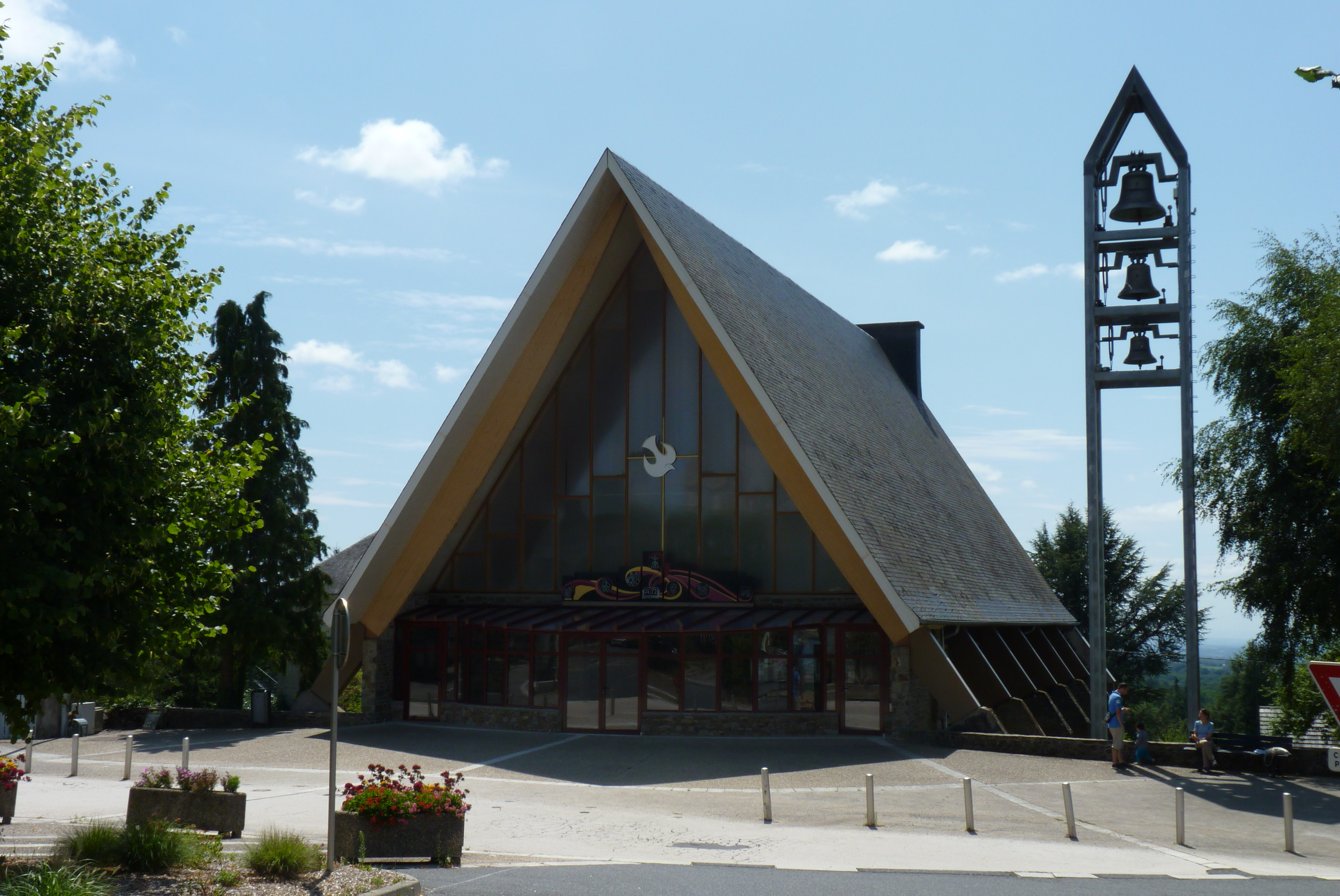
Kirche Notre-Dame
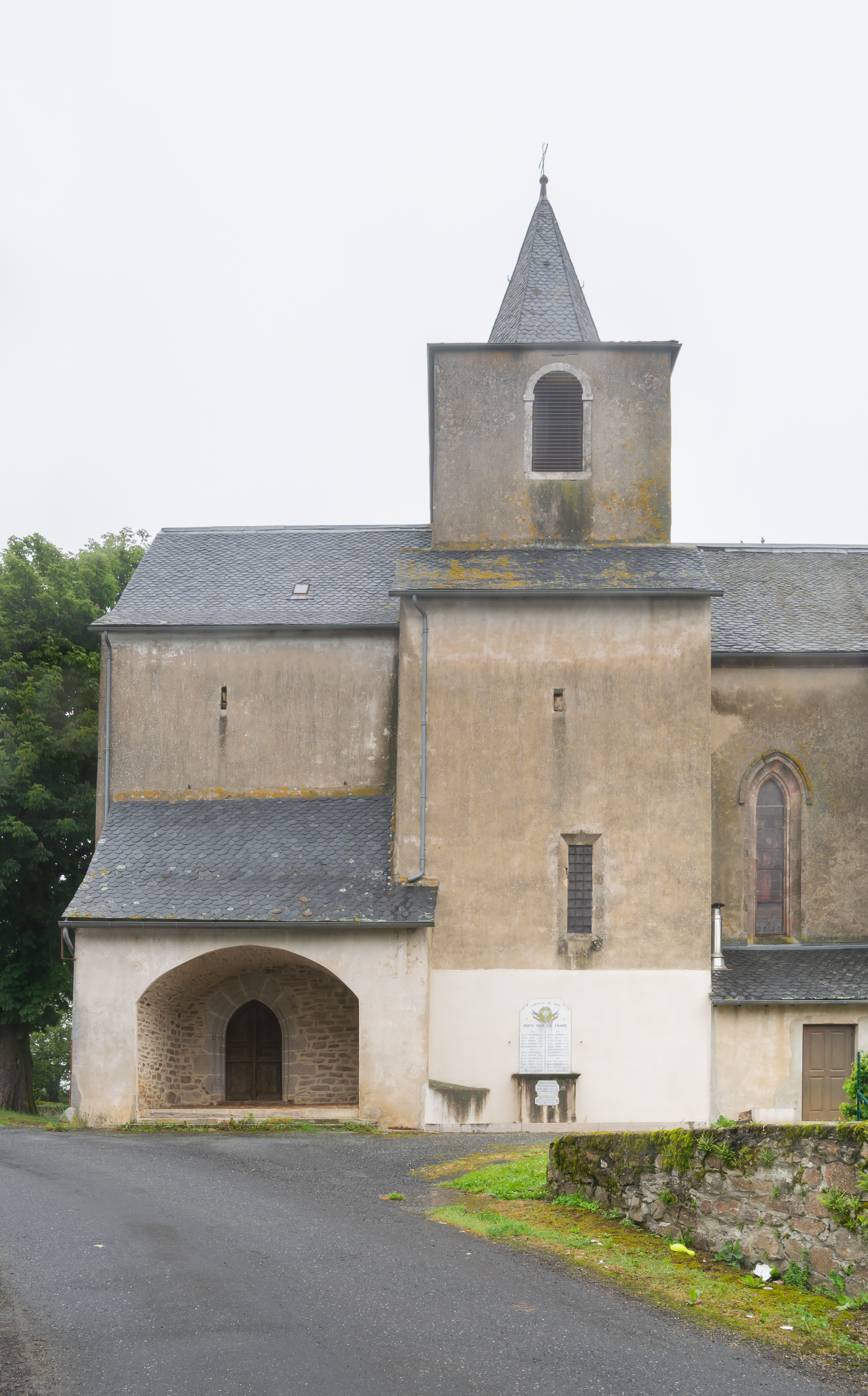
Kirche Sainte-Marie
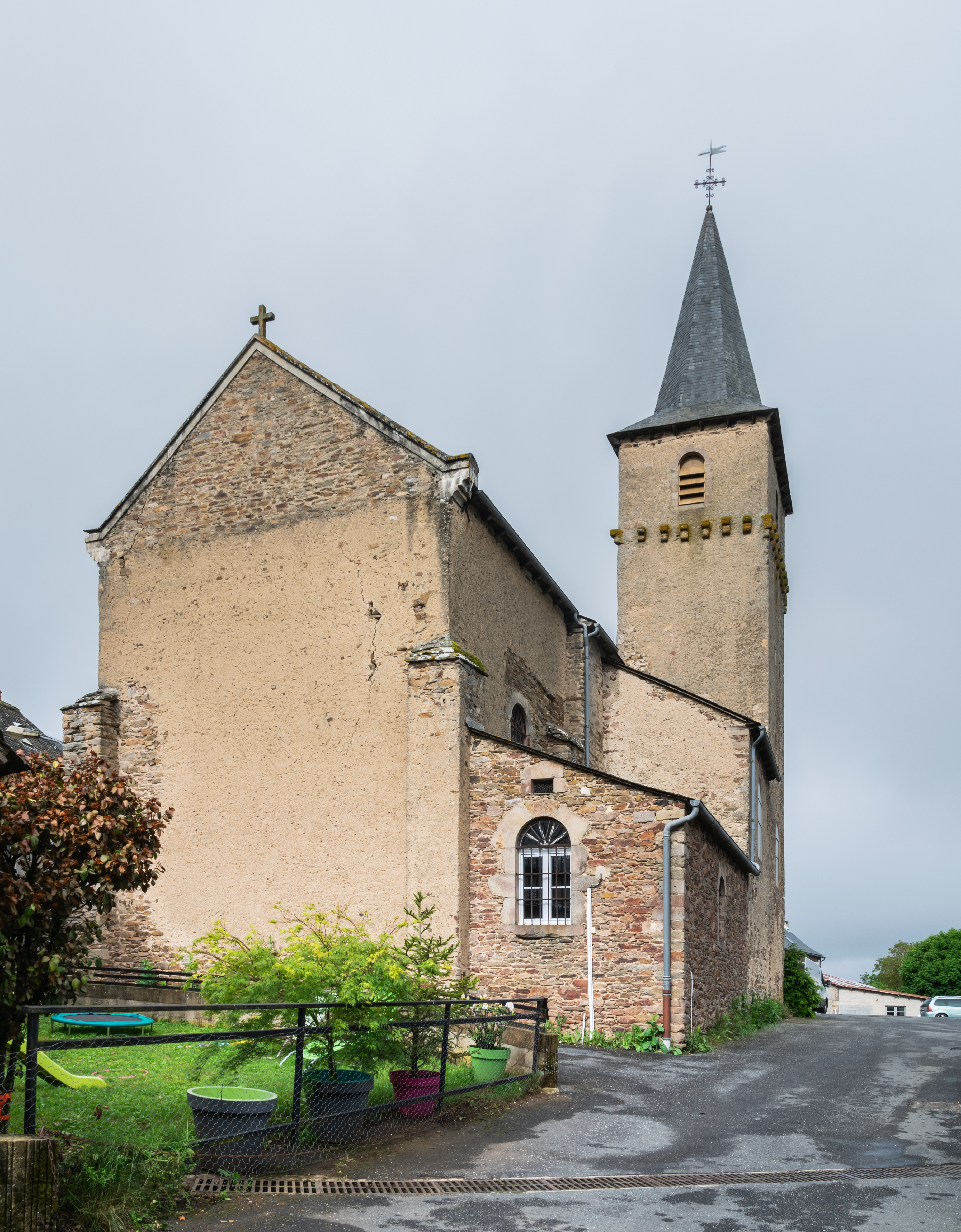
Kirche Saint-Julien
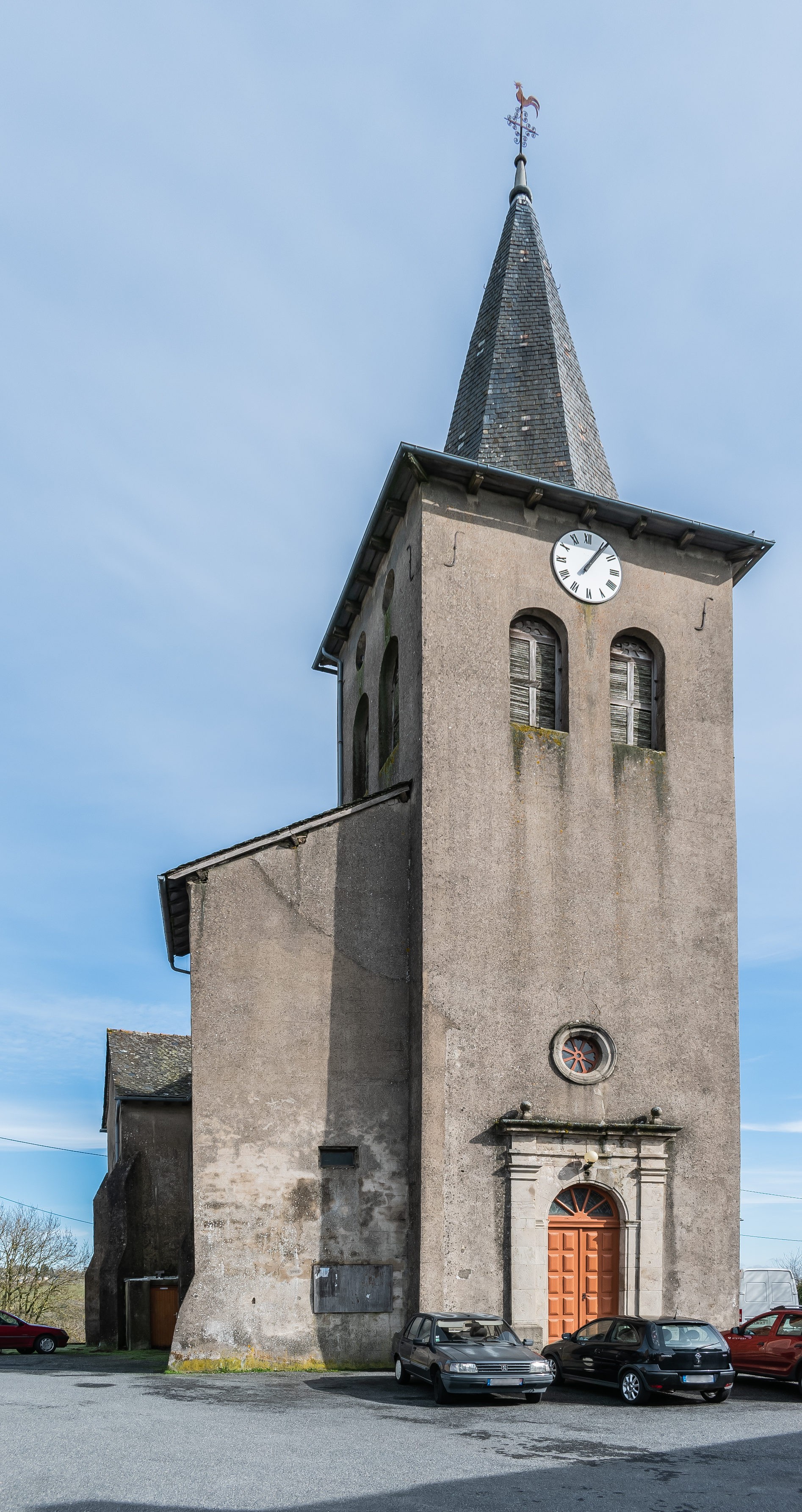
Kirche Saint-Laurent

## Bildung
Die Gemeinde verfügt über
- eine öffentliche Vorschule „Georges Brassens“ mit 73 Schülerinnen und Schülern im Schuljahr 2022/2023.[8]
- eine öffentliche Vor- und Grundschule „Georges Brassens“ mit 177 Schülerinnen und Schülern im Schuljahr 2022/2023.[9]
- eine öffentliche Grundschule in Carcenac-Peyrales mit 69 Schülerinnen und Schülern im Schuljahr 2022/2023.[10]
- eine öffentliche Grundschule in Lax mit 33 Schülerinnen und Schülern im Schuljahr 2022/2023.[11]
- eine private Grundschule „Saint-Dominique“ mit 84 Schülerinnen und Schülern im Schuljahr 2022/2023.[12]
- ein öffentliches Collège „Albert Camus“ mit Internat und Inklusionsschule.[13]
- ein privates Collège „Notre-Dame“.[14]

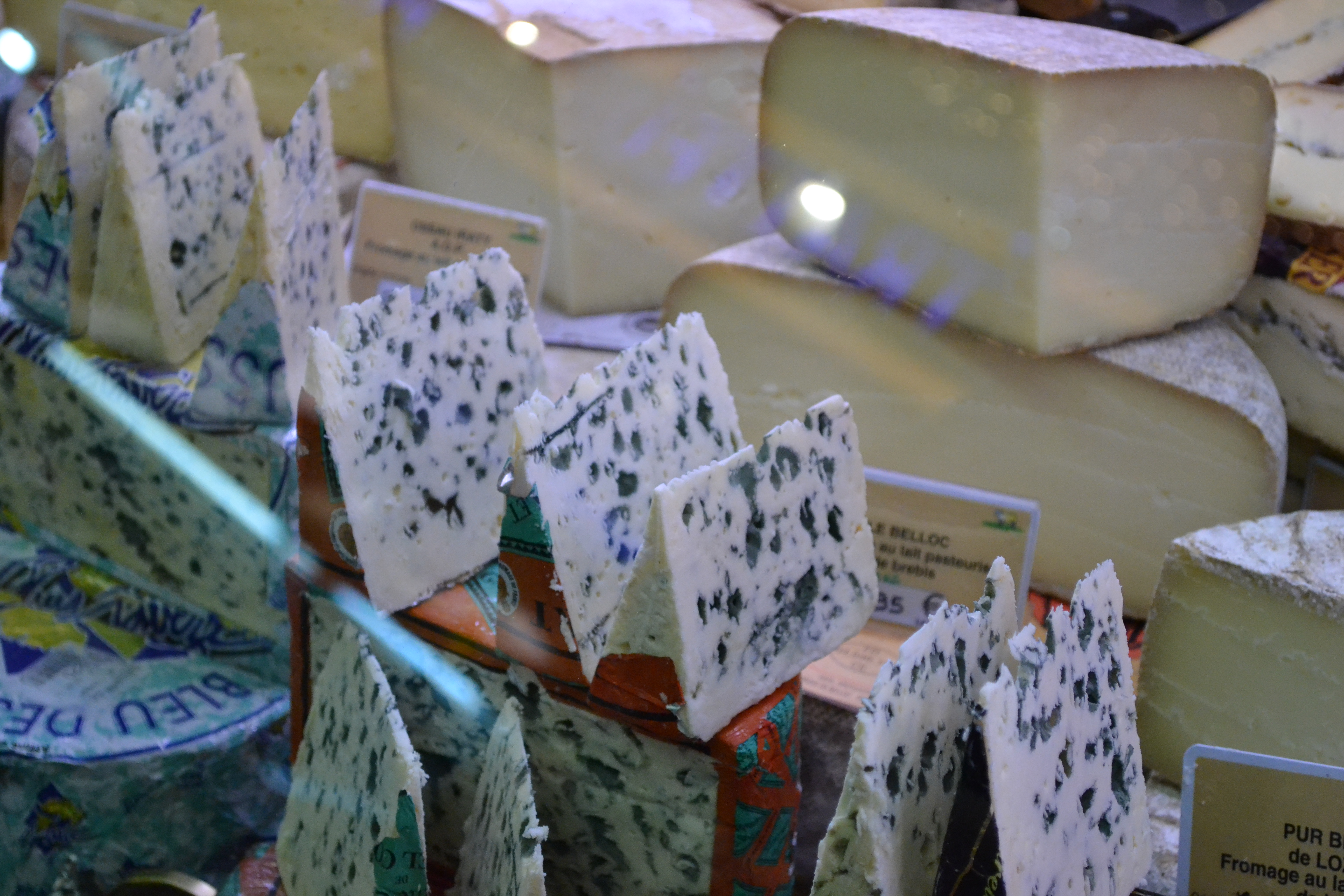
Vitrine mit Stücken Bleu des Causses und Roquefort

## Wirtschaft
Baraqueville liegt in den Zonen AOC der Blauschimmelkäsesorten
- Bleu des Causses und
- Roquefort.[15]

## Verkehr

Verkehrszeichen
Village étape

Die Gemeinde erhielt 2018 die Auszeichnung Village étape.

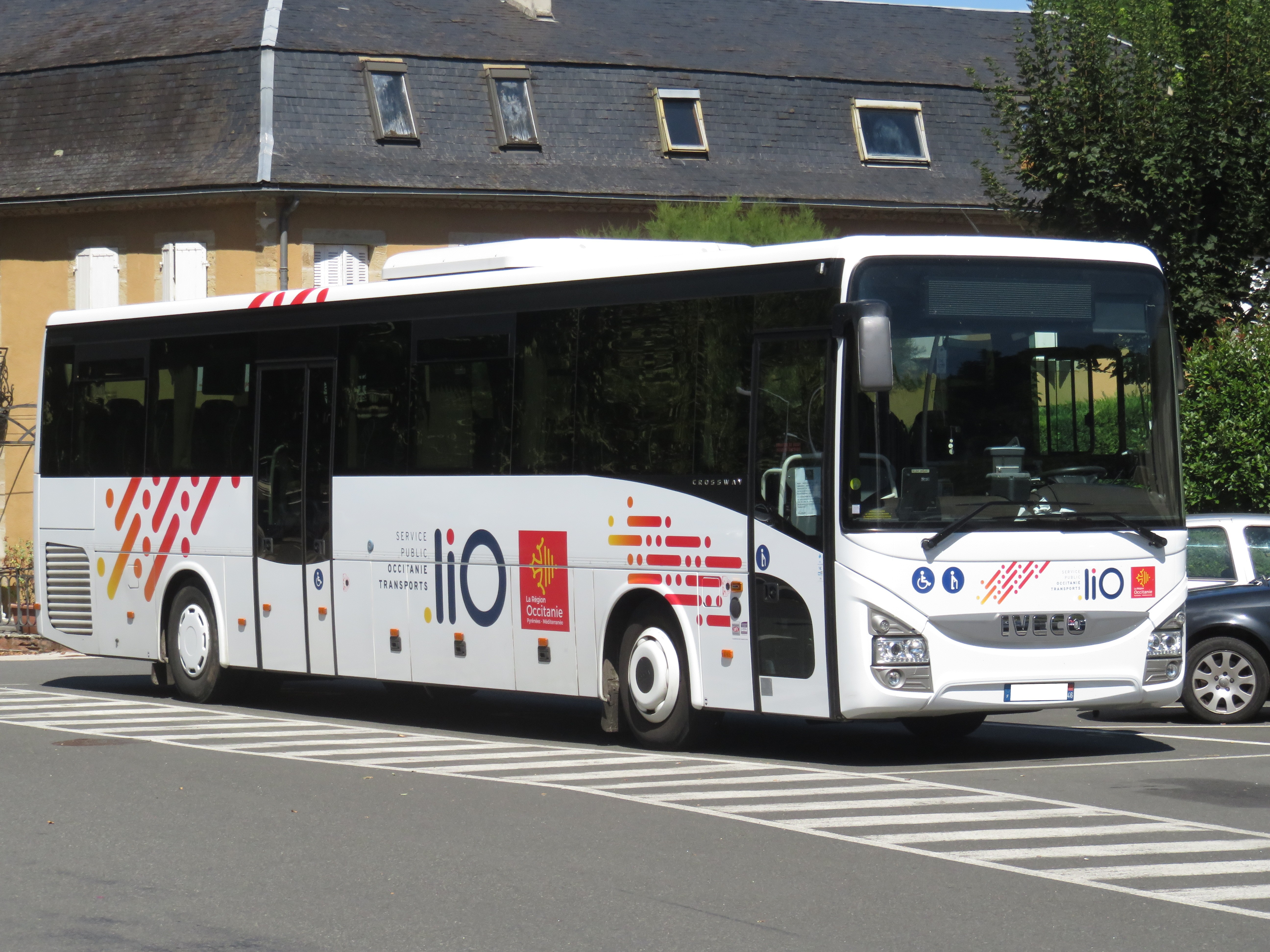
Bus der Lignes intermodales d’Occitanie

Die wichtigste Verkehrsader von Baraqueville ist die Route nationale 88, die hier durchgehend vierspurig ausgebaut ist und die Gemeinde mit Rodez im Nordosten und Albi im Südwesten verbindet. Ebenso wichtig wie historisch ist die Route départementale 911, die ehemalige Route nationale 111, bei Baraqueville auch abschnittsweise als Route nationale 2088 nummeriert, verbindet die Gemeinde mit Villefranche-de-Rouergue im Westen und Millau im Osten. Diese beiden Straßen verlaufen auf die Routes royales Nr. 3 und Nr. 5, wie im obigen Abschnitt über die Geschichte der Gemeinde beschrieben.

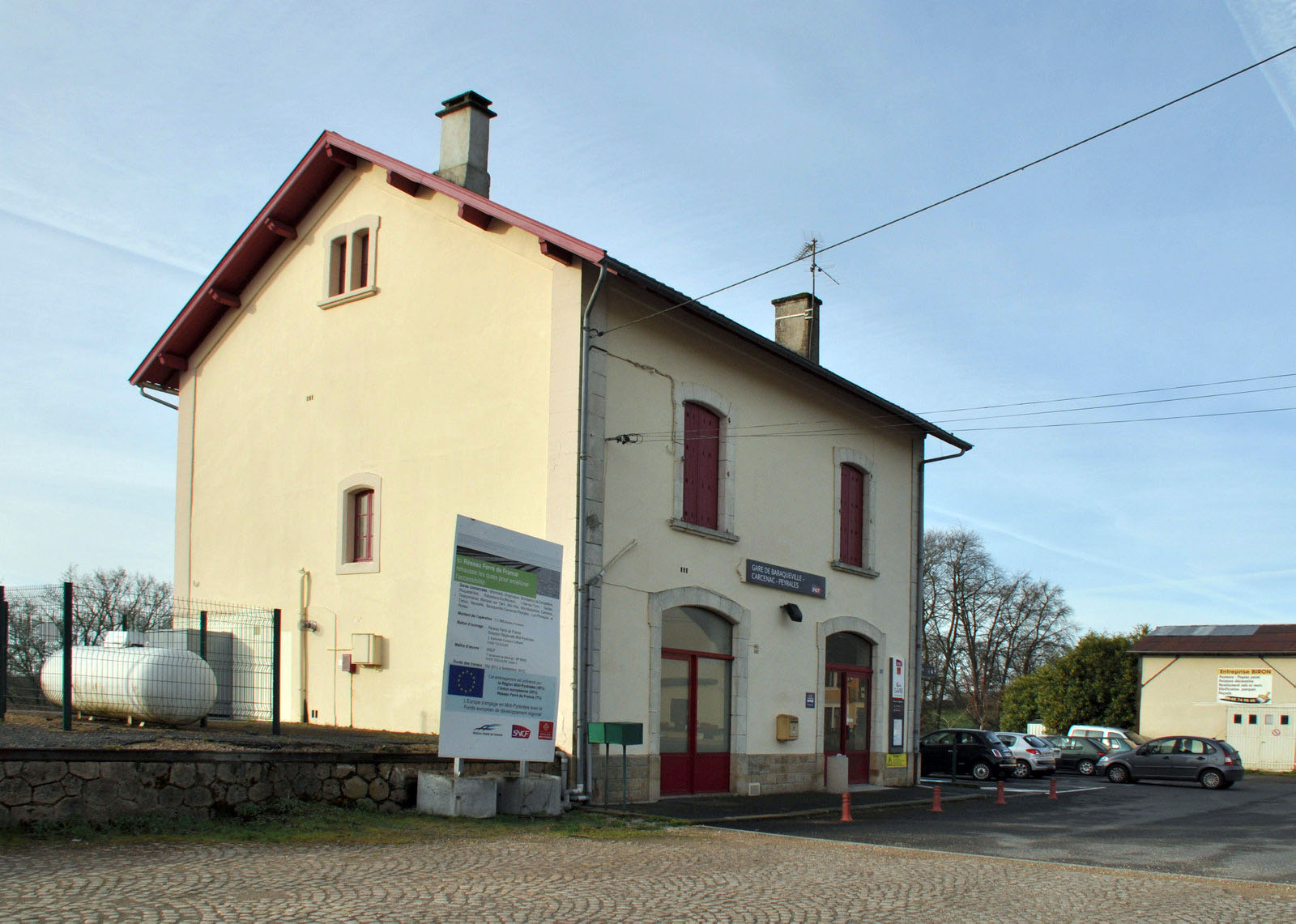
Bahnhofsgebäude in Carcenac

Der Bahnhof im Ortsteil Carcenac wird von Zügen einer Linie des regionalen öffentlichen Transportnetzes in der französischen Verwaltungsregion Okzitanien TER Occitanie bedient, die zwischen Toulouse und Rodez verkehrt.
Baraqueville wird außerdem von drei Linien des Busnetzes Lignes intermodales d’Occitanie (liO) mit anderen Gemeinden des Départements und der Region verbunden:
- liO 220 Naucelle – Rodez
- liO 221 Villefranche-de-Rouergue – Rodez
- liO 722 Albi – Rodez.[19]